# Steinbach am Ziehberg
Steinbach am Ziehberg é um município da Áustria localizado no distrito de Kirchdorf an der Krems, no estado de Alta Áustria.